# Tom Scott (nghệ sĩ giải trí)
Thomas Scott, tên thường gọi Tom Scott, là một nhân vật nổi tiếng trên Internet người Anh, YouTuber, nhà giáo dục và nhà phát triển web. Scott trước đây là người dẫn chương trình Gadget Geeks trên kênh Sky One. Xuất thân từ Mansfield, Nottinghamshire, Scott tốt nghiệp Đại học York với bằng ngôn ngữ học, và hiện đang cư trú tại London. Tính đến  tháng 6 năm 2024, kênh YouTube của anh có hơn 1,7 tỷ lượt xem và 6,44 triệu người đăng ký . Vào tháng 1 năm 2024, anh đã ra một video thông báo rằng anh ấy sẽ tạm dừng công việc YouTube của mình, sau một thập kỷ tải lên đều đặn hàng tuần.

## Những công việc đầu tiên
Năm 2004, khi còn là sinh viên đại học ngành ngôn ngữ học, Scott đã tạo ra một trang web nhại lại trang web "Preparing for Emergencies" của chính phủ Anh, bao gồm một phần giải thích những gì cần làm trong trường hợp zombie xâm chiếm nhân loại. Điều này dẫn đến việc Văn phòng Nội các yêu cầu trang web này được gỡ xuống; Scott đã gửi một "lời từ chối lịch sự để gỡ xuống trang web"; cho đến tháng 4 năm 2020, trang web vẫn còn hoạt động.
Năm 2008, Scott và ba người bạn khác đã thành lập nhóm hài "The Technical Difficulties" do họ tổ chức trên radio của Đại học York. Chương trình cùng tên sau đó đã giành giải thưởng Kevin Greening tại Giải thưởng Radio dành cho sinh viên. Một trò chơi không có tiêu đề mà họ chơi trên chương trình là một dạng câu đố ngược, trong đó Scott sẽ tiết lộ câu trả lời cho câu đố và các thành viên khác trong đoàn sẽ phải đoán câu hỏi. Theo thời gian, điều này đã phát triển thành một chuyên mục có tiêu đề "Citation Needed", sau này đã được hồi sinh thành một chương trình trên kênh YouTube của Scott. Năm 2009, ba tập phim The Technical Difficulties lên sóng trên truyền hình. Họ tiếp tục làm việc với nhiều dự án khác nhau, bao gồm một podcast, và trên một số game show trên kênh chính của Scott hoặc trên kênh Matt & Tom mà anh ấy đồng sáng lập với Matt Gray.
Sau đó, anh đã trở thành đội trưởng của Hitchhikers trong mùa 3 của chương trình Only Connect của BBC Four năm 2010 nhưng đã bị The Strategists loại ở bán kết. Năm 2012, Scott đã tham gia vào series Gadget Geeks của Sky 1 cùng Colin Furze và Kỹ sư công nghệ sáng tạo Charles Yarnold, nơi ông chịu trách nhiệm cho việc tạo ra các giải pháp cho phần mềm. Scott đã nhận được sự quan tâm rộng rãi vào năm 2013 cho "Tìm kiếm thực tế đồ thị trên Facebook", một trang Tumblr đã phơi bày sự đối chiếu nguy hiểm hoặc nguy hiểm của dữ liệu Facebook công khai bằng cách sử dụng Tìm kiếm đồ thị của Facebook, như cho thấy những người đàn ông ở Tehran đã nói rằng họ "quan tâm đến đàn ông" hoặc "phụ nữ độc thân sống gần đó và quan tâm đến đàn ông và thích say rượu". Một năm sau, Scott làm việc bán thời gian cho UsVsTh3m trong hơn một năm.
Kênh YouTube của Scott được tạo ra vào năm 2006, với video đầu tiên là Scott và một vài người bạn nấu bữa sáng bằng bàn ủi quần áo. Video giáo dục đầu tiên của anh đã được tải lên vào năm 2009 và thảo luận về tính khả thi của việc loại bỏ dấu vân tay của một người nào đó bằng nước ép dứa. Năm 2013, Scott bắt đầu loạt bài của mình về các khái niệm ngôn ngữ, có tên The Language Files, thiết lập một định dang rõ ràng cho tất cả các video loạt bài sau này của anh.
Các series khác trên kênh của Scott đã tiếp diễn loạt video trên, bao gồm Things You Might Not Know, Amazing Places, The Basics và Built for Science. Anh cũng đã tổ chức một phiên bản phim của Citation Needed với "The Technical Difficulties" trong tám mùa, từ tháng 3 năm 2014 đến tháng 11 năm 2018. Scott cũng đưa ra những lời giải thích về các vấn đề bảo mật máy tính trên kênh YouTube Computerphile của Brady Haran. Anh được biết đến với những chiếc áo phông màu đỏ, xuất hiện trong đa số các video trên kênh của anh.
Vào cuối năm 2015, Scott đã ra mắt kênh YouTube hợp tác với đồng nghiệp và người bạn Matt Gray tên là Matt & Tom, được biết đến với loạt phim The Park Bench, trong đó họ sẽ thường xuyên ngồi trên ghế đá công viên và thảo luận về video của kênh khác của Scott, những sự kiện từ quá khứ, những chuyến du lịch và những câu chuyện liên quan đến công việc của họ. Series được sản xuất hàng tuần kể từ khi bắt đầu cho đến ngày 24 tháng 3 năm 2018, khi họ tuyên bố rằng nó sẽ không còn được sản xuất theo lịch trình định kỳ do hạn chế về thời gian. Vào ngày 30 tháng 10 năm 2018, họ chính thức kết thúc loạt phim; tuy nhiên, họ tuyên bố rằng kênh sẽ tiếp tục được sử dụng cho các dự án khác. Ngay sau đó, kênh đã trở thành phương tiện cho các video về The Technical Difficulties, bao gồm "The Experiment" (2018), nơi đoàn kịch thí điểm một số ý tưởng game show. Kể từ ngày 12 tháng 6 năm 2019, nó đang phát sóng loạt phim mới Two Of These People Are Lying, trong đó Scott phải đoán xem ai đang cung cấp thông tin chính xác liên quan đến một bài viết trên Wikipedia có tiêu đề mà anh ta đã rút ra từ một ngăn xếp được chuẩn bị trước.
Ngày 1 tháng 9 năm 2021, Scott ra mắt video giới thiệu kênh YouTube Tom Scott plus, nơi anh thực hiện các video hợp tác cùng các YouTuber khác. Video đầu tiên được đăng lên ngày 4 tháng 9, trong đó có sự xuất hiện của Jay Foreman.

## Các dự án khác
Năm 2014, Scott đồng sáng lập Emojli cùng với Matt Gray. Đó là một mạng xã hội emoji dựa trên ứng dụng mạng xã hội Yo và được Salon mô tả là "một trò đùa biến thành hiện thực". Nó đóng cửa vào tháng 7 năm 2015 sau khi trở nên quá đắt để duy trì. Scott đã tiếp tục điều này vào tháng 9 năm 2015 bằng cách tạo ra một bàn phím chỉ gồm biểu tượng cảm xúc trong số mười bốn bàn phím tiêu chuẩn để nhập mọi biểu tượng cảm xúc Unicode tiêu chuẩn.
Các ứng dụng web khác Scott đã tạo bao gồm "Evil" (một ứng dụng web tiết lộ số điện thoại của người dùng Facebook), "Tweletted" (hiển thị các bài đăng đã bị xóa khỏi Twitter), "Osama bin Watchin? " (ghép một hình ảnh của Osama bin Laden với các memes Internet trên YouTube), "Wiki Nghị viện" (một bot Twitter đăng một tweet mỗi khi một địa chỉ IP từ Nhà Quốc hội chỉnh sửa Wikipedia), và "Klouchebag" (một cụm từ châm biếm của trang web xếp hạng mạng xã hội Klout).
Scott thành lập Pad 26 Limited, một công ty cung cấp dịch vụ sản xuất nội dung, phát triển định dạng và tư vấn về YouTube.

## Chính trị

### Đại học York
Năm 2008, Scott trở thành người tổ chức ngày hội quốc tế Talk Like a Pirate Day, và sau đó được bạn bè của anh hỗ trợ tranh chức chủ tịch Hội Liên hiệp Sinh viên Đại học York với tên gọi "Mad Cap'n Tom Scott". Mặc dù chỉ có mục đích đùa vui, anh đã giành chiến thắng trong cuộc bầu cử và trở thành chủ tịch thứ 48 của hội.

### Tổng tuyển cử tại Vương quốc Anh
Vào năm 2010, sau khi thua cược rằng New Orleans Saints sẽ thua Super Bowl XLIV, Scott đã ứng cử vào Quốc hội ở khu vực bầu cử Thành phố Luân Đôn và khu Westminster với cái tên "Mad Cap'n Tom". Thật trùng hợp, Scott đã chạy đua cùng ứng cử viên Jack Nunn của đảng Pirate, được mô tả trên BBC News Quiz là "sự chia phe trong bầu cử của cướp biển".
Trong nỗ lực của mình, anh hứa sẽ bỏ thuế với rượu rum, các trường học cung cấp các khóa học về "kiếm thuật và bắn súng", phát các cuộn băng keo miễn phí để "sửa chữa nước Anh bị hỏng", và đánh thuế 50% đối với các bản tải xuống của các bản MP3 của ca sĩ Cheryl Cole do anh không thích ca sĩ này. Anh đã nhận được 84 phiếu bầu (chiếm 0,2% tổng số), bao gồm cả phiếu bầu của Noel Gallagher, tay guitar chính của Oasis.